# Sofia Šapatava
Sofia Šapatava, accreditata come Sofia Shapatava dalla WTA (in georgiano სოფია შაფათავა?; Tbilisi, 12 gennaio 1989), è una tennista georgiana.

## Carriera
Nel maggio del 2014 ha partecipato per la prima volta all'Open di Francia, partendo dalle qualificazioni: ha vinto tutti i match del torneo preliminare e in tal modo è riuscita ad accedere al tabellone principale ma è stata poi sconfitta al primo turno da Svetlana Kuznecova per 6-3, 6-1.
In Fed Cup ha collezionato 29 vittorie e 25 sconfitte.

## Statistiche ITF

### Singolare

#### Vittorie (3)
| Torneo $100.000 (0) |
| Torneo $80.000 (0)  |
| Torneo $75.000 (0)  |
| Torneo $60.000 (0)  |
| Torneo $50.000 (0)  |
| Torneo $40.000 (0)  |
| Torneo $25.000 (0)  |
| Torneo $15.000 (3)  |
| Torneo $10.000 (0)  |

| N. | Data             | Torneo                       | Superficie  | Avversaria in finale | Score               |
| 1. | 13 dicembre 2014 | Lucknow Ladies Open, Lucknow | Erba        | Anastasiya Komardina | 6–3, 6–2            |
| 2. | 19 marzo 2017    | GD Tennis Academy, Antalya   | Cemento     | Ayla Aksu            | 2–6, 7–6(3), 7–6(5) |
| 3. | 26 gennaio 2025  | Antalya Series, Antalya      | Terra rossa | Diana Demidova       | 6-3, 4-6, 6-4       |

#### Sconfitte (13)
| Torneo $100.000 (0) |
| Torneo $80.000 (0)  |
| Torneo $75.000 (0)  |
| Torneo $60.000 (0)  |
| Torneo $50.000 (1)  |
| Torneo $40.000 (0)  |
| Torneo $25.000 (9)  |
| Torneo $15.000 (2)  |
| Torneo $10.000 (1)  |

| N.  | Data              | Torneo                                           | Superficie  | Avversaria in finale | Score         |
| 1.  | 3 settembre 2006  | ITF Women's Circuit Baku, Baku                   | Terra rossa | Julija Solonic'kaja  | w/o           |
| 2.  | 17 agosto 2008    | Sura Cup, Penza                                  | Terra rossa | Ksenija Pervak       | 4–6, 1–6      |
| 3.  | 4 ottobre 2009    | Tbilisi Open, Tbilisi                            | Terra rossa | Oksana Kalašnikova   | 6–4, 3–6, 2–6 |
| 4.  | 6 giugno 2010     | Bukhara Womens, Bukhara                          | Cemento     | Eirini Georgatou     | 6–1, 0–6, 3–6 |
| 5.  | 1º agosto 2010    | Almaty Womens, Almaty                            | Cemento     | Richèl Hogenkamp     | 2–6, 3–6      |
| 6.  | 19 giugno 2010    | Sapronov-tennis Kharkiv Ladies Cup, Charkiv      | Terra rossa | Lina Stančiūtė       | 2–6, 1–6      |
| 7.  | 24 febbraio 2013  | Winter Moscow Open, Mosca                        | Cemento (i) | Maryna Zanevs'ka     | 4–6, 6(5)–7   |
| 8.  | 25 agosto 2013    | Kivenappa Ladies Cup, San Pietroburgo            | Terra rossa | Polina Vinogradova   | 4–6, 6(2)–7   |
| 9.  | 15 novembre 2015  | Open Feminin 50, Équeurdreville                  | Cemento (i) | Lesley Kerkhove      | 5–7, 3–6      |
| 10. | 21 gennaio 2018   | GD Tennis Academy, Antalya                       | Terra rossa | Varvara Gračëva      | 5–7, 0–6      |
| 11. | 17 novembre 2019  | Gwalior ITF Women's Tennis Championship, Gwalior | Cemento     | Lu Jiajing           | 5–7, 2–6      |
| 12. | 12 settembre 2021 | Frýdek-Místek Open, Frýdek-Místek                | Terra rossa | Panna Udvardy        | 2–6, 1–6      |
| 13. | 23 marzo 2025     | Sharm ElSheikh Women's Future, Sharm el-Sheikh   | Cemento     | Isabella Šinikova    | 1-6, 2-6      |

### Doppio

#### Vittorie (34)
| Torneo $100.000 (0) |
| Torneo $80.000 (0)  |
| Torneo $75.000 (0)  |
| Torneo $60.000 (2)  |
| Torneo $50.000 (2)  |
| Torneo $40.000 (0)  |
| Torneo $25.000 (23) |
| Torneo $15.000 (5)  |
| Torneo $10.000 (2)  |

| N.  | Data              | Torneo                                                           | Superficie    | Compagna             | Avversarie in finale                        | Punteggio           |
| 1.  | 3 settembre 2006  | ITF Women's Circuit Baku, Baku                                   | Terra rossa   | Teona Tzertzvadze    | Elina Gasanova Sofia Kvatsabaia             | 6–4, 6–2            |
| 2.  | 17 agosto 2008    | Sura Cup, Penza                                                  | Terra rossa   | Ksenia Palkina       | Irina Buryachok Nikola Fraňková             | 6–4, 6–4            |
| 3.  | 6 settembre 2009  | ITF Women's Circuit Bassano Del Grappa, Bassano Del Grappa       | Terra rossa   | Marina Shamayko      | Evelyn Mayr Julia Mayr                      | 6–1, 5–7, [10–8]    |
| 4.  | 6 giugno 2010     | Bukhara Womens, Bukhara                                          | Cemento       | Tatia Mikadze        | Yayuk Basuki Jessy Rompies                  | 6–3, 6–3            |
| 5.  | 3 settembre 2010  | Tbilisi Open, Tbilisi                                            | Terra rossa   | Tatia Mikadze        | Paula Kania Zsófia Susányi                  | 6–3, 6–2            |
| 6.  | 9 ottobre 2011    | MTS Cup, Erevan                                                  | Terra rossa   | Tatia Mikadze        | Elizaveta Ianchuk Olga Ianchuk              | 6–1, 6–4            |
| 7.  | 12 febbraio 2012  | Women's Childhelp Desert Classic, Rancho Mirage                  | Cemento       | Ekaterine Gorgodze   | Valerija Solov'ëva Lenka Wienerova          | 6–2, 3–6, [10–6]    |
| 8.  | 7 luglio 2013     | Reinert Open, Versmold                                           | Terra rossa   | Anna Tatišvili       | Claire Feuerstein Renata Voráčová           | 6–4, 6–4            |
| 9.  | 24 novembre 2013  | UTF Cup, Buča                                                    | Sintetico (i) | Anastasyja Vasyl'eva | Anhelina Kalinina Elizaveta Kulichkova      | 7–6(7), 6–2         |
| 10. | 8 febbraio 2014   | Open GDF Suez De L'Isere, Grenoble                               | Cemento (i)   | Anastasyja Vasyl'eva | Kateryna Kozlova Margarita Gasparyan        | 6–1, 6–4            |
| 11. | 16 febbraio 2014  | SEB Tallink Open, Tallinn                                        | Cemento (i)   | Maša Zec Peškirič    | Ágnes Bukta Viktoriya Tomova                | 6–4, 7–6(4)         |
| 12. | 15 giugno 2014    | Padova Challenge Open, Padova                                    | Terra rossa   | Gioia Barbieri       | Paula Cristina Gonçalves Florencia Molinero | 6–4, 0–6, [14–12]   |
| 13. | 24 maggio 2015    | Internazionali Femminili di Tennis Città di Caserta, Caserta     | Terra rossa   | Ekaterine Gorgodze   | Alice Matteucci İpek Soylu                  | 6–0, 7–6(6)         |
| 14. | 5 giugno 2015     | Bella Cup, Toruń                                                 | Terra rossa   | Ekaterine Gorgodze   | Magdalena Fręch Katharina Lehnert           | 6–4, 6–4            |
| 15. | 31 agosto 2015    | Mamaia Idu Trophy, Mamaia                                        | Terra rossa   | Anastasiya Komardina | Xenia Knoll Amra Sadiković                  | 6–3, 5–7, [10–8]    |
| 16. | 13 settembre 2015 | Allianz Cup, Sofia                                               | Terra rossa   | Anastasyja Vasyl'eva | Elitsa Kostova Kateřina Kramperová          | 6–2, 6–2            |
| 17. | 18 settembre 2015 | Izida Cup, Dobrič                                                | Terra rossa   | Anastasyja Vasyl'eva | Elitsa Kostova Kateřina Kramperová          | 6–2, 6–0            |
| 18. | 25 settembre 2015 | UTF Cup, Buča                                                    | Terra rossa   | Ekaterine Gorgodze   | Olga Ianchuk Anastasyja Vasyl'eva           | 7–5, 6–2            |
|     | 16 luglio 2016    | Bursa Cup, Bursa                                                 | Terra rossa   | Ekaterine Gorgodze   | Akgul Amanmuradova Natela Dzalamidze        | N.D.                |
| 19. | 2 aprile 2017     | GD Tennis Academy, Antalya                                       | Terra rossa   | Ksenia Palkina       | Sandra Jamrichová Jelena Simić              | 6–4, 7–5            |
| 20. | 19 agosto 2017    | Hechingen Ladies Open, Hechingen                                 | Terra rossa   | Camilla Rosatello    | Romy Kölzer Lena Rüffer                     | 6–2, 6–4            |
| 21. | 14 gennaio 2018   | GD Tennis Academy, Antalya                                       | Terra rossa   | Anastasyja Vasyl'eva | Ipek Oz Ksenia Palkina                      | 5–7, 6–0, [13–11]   |
| 22. | 27 gennaio 2018   | GD Tennis Academy, Antalya                                       | Terra rossa   | Aleksandra Pospelova | Tayisiya Morderger Yana Morderger           | 6–2, 6–2            |
| 23. | 17 marzo 2018     | Forte Village International Tournament, Santa Margherita di Pula | Terra rossa   | Ekaterine Gorgodze   | Katharina Gerlach Lena Rüffer               | 6–4, 7–6(5)         |
| 24. | 3 giugno 2018     | Óbidos Ladies Open, Óbidos                                       | Sintetico     | Amina Anshba         | Laura-Ioana Andrei Julia Wachaczyk          | 6(4)–7, 6–0, [11–9] |
| 25. | 7 ottobre 2018    | Forte Village International Tournament, Santa Margherita di Pula | Terra rossa   | Amina Anshba         | Martina Di Giuseppe Anna-Giulia Remondina   | 7–6(5), 2–6, [10–6] |
| 26. | 14 aprile 2019    | Óbidos Ladies Open, Óbidos                                       | Sintetico     | Emily Webley-Smith   | Miriam Bolkvadze Nastja Kolar               | 6–1, 2–6, [11–9]    |
| 27. | 12 maggio 2019    | Óbidos Ladies Open, Óbidos                                       | Sintetico     | Emily Webley-Smith   | Martina Colmegna María Herazo González      | 6–3, 6–0            |
| 28. | 18 maggio 2019    | Óbidos Ladies Open, Óbidos                                       | Sintetico     | Emily Webley-Smith   | Martina Colmegna Nuria Párrizas Diaz        | 6–4, 6–1            |
| 29. | 31 maggio 2019    | Torneig Arcadi Manchón, Santa Margarida de Montbui               | Cemento       | Emily Webley-Smith   | Elica Kostova Samantha Murray               | 6–4, 7–5            |
| 30. | 31 agosto 2019    | Almaty Womens, Almaty                                            | Cemento       | Ksenia Palkina       | Tamara Čurović Anna Silič                   | 6–4, 7–6(3)         |
| 31. | 20 dicembre 2020  | GD Tennis Academy, Antalya                                       | Terra rossa   | Valerija Strachova   | Julia Kimmelmann İlay Yörük                 | 6–4, 6–4            |
| 32. | 5 novembre 2022   | Marjorie Sherman Women's, Gerusalemme                            | Cemento       | Lee Pei-chi          | Polina Kudermetova Ekaterina Rejngol'd      | 6-2, 6-4            |
| 33. | 28 ottobre 2023   | Women's Qiandaohu, Lago Qiandao                                  | Cemento       | Anastasija Gur'eva   | Feng Shuo Zheng Wushuang                    | 6-2, 4-6, [10-4]    |
| 34. | 4 agosto 2024     | Boso Ladies Open, Hechingen                                      | Terra rossa   | Michaela Bayerlová   | Anna Gabric Mia Mack                        | 6-2, 5-7, [10-6]    |

#### Sconfitte (28)
| Torneo $100.000 (1) |
| Torneo $80.000 (0)  |
| Torneo $75.000 (0)  |
| Torneo $60.000 (1)  |
| Torneo $50.000 (3)  |
| Torneo $40.000 (0)  |
| Torneo $25.000 (18) |
| Torneo $15.000 (1)  |
| Torneo $10.000 (4)  |

| N.  | Data              | Torneo                                                           | Superficie  | Compagna             | Avversarie in finale                       | Punteggio           |
| 1.  | 16 settembre 2007 | Tbilisi Open, Tbilisi                                            | Terra rossa | Tinatin Kavlashvili  | Av'gusta Tsjbjševa Manana Shapakidze       | 1–6, 6–1, [8–10]    |
| 2.  | 30 marzo 2008     | Spring Cup, Mosca                                                | Cemento (i) | Marina Šamajko       | Anastasija Pavljučenkova Nikola Fraňková   | 3–6, 2–6            |
| 3.  | 23 novembre 2008  | Astana Womens, Astana                                            | Cemento     | Marina Šamajko       | Marina Mel'nikova Anastasija Poltoratskaja | 1–6, 1–6            |
| 4.  | 26 giugno 2011    | SMA Cup Sant'Elia, Roma                                          | Terra rossa | Marina Šamajko       | Verónica Cepede Royg Paula Ormaechea       | 5–7, 4–6            |
| 5.  | 2 luglio 2011     | Open Diputación, Pozoblanco                                      | Terra rossa | Marina Mel'nikova    | Nina Bratčikova Irena Pavlović             | 2–6, 4–6            |
| 6.  | 4 settembre 2011  | Mamaia Idu Trophy, Mamaia                                        | Terra rossa | Marina Šamajko       | Elena Bogdan Alexandra Cadanțu             | 2–6, 2–6            |
| 7.  | 17 marzo 2013     | GD Tennis Academy, Antalya                                       | Terra rossa | Al'ona Fomina        | Anamika Bhargava Nicole Melichar           | 7–6(7), 3–6, [7–10] |
| 8.  | 27 ottobre 2013   | Hamanako Tokyu Cup, Hamamatsu                                    | Erba        | Belinda Bencic       | Shūko Aoyama Junri Namigata                | 4–6, 3–6            |
| 9.  | 3 novembre 2013   | Republican Girls, Istanbul                                       | Cemento     | Anastasyja Vasyl'eva | Çağla Büyükakçay Pemra Özgen               | 3–6, 2–6            |
| 10. | 5 ottobre 2014    | Internacional Femenil Monterrey, Monterrey                       | Cemento     | Florencia Molinero   | Nastja Kolar Chantal Škamlová              | 3–6, 6–2, [5–10]    |
| 11. | 16 novembre 2014  | Pavlov Cup, Minsk                                                | Cemento (i) | Olga Doroshina       | Nikola Fraňková Tereza Smitková            | 3–6, 4–6            |
| 12. | 22 marzo 2015     | Internazionali Femminili di Tennis di Solarino, Solarino         | Cemento     | Olga Doroshina       | Lidzija Marozava Ilona Kramen'             | 4–6, 6–2, [7–10]    |
| 13. | 17 maggio 2015    | ITF Women's La Marsa, La Marsa                                   | Terra rossa | Anastasyja Vasyl'eva | Pemra Özgen İpek Soylu                     | 6–3, 3–6, [4–10]    |
| 14. | 12 luglio 2015    | Bursa Cup, Bursa                                                 | Terra rossa | Anastasyja Vasyl'eva | Marina Mel'nikova Laura Pous-Tió           | 4–6, 4–6            |
| 15. | 3 giugno 2016     | Trofeo Reale Mutua, Roma                                         | Terra rossa | Réka Luca Jani       | İpek Soylu Xu Shilin                       | 5–7, 1–6            |
| 16. | 10 luglio 2016    | Trofeo Mabo, Torino                                              | Terra rossa | Alice Matteucci      | Lina Ǵorčeska Dalila Jakupovič             | 3–6, 3–6            |
| 17. | 16 settembre 2016 | Telavi Open, Telavi                                              | Terra rossa | Tatia Mikadze        | Natela Dzalamidze Veronika Kudermetova     | 4–6, 2–6            |
| 18. | 6 ottobre 2016    | ITF Women's Circuit Chenzhou, Chenzhou                           | Cemento     | Angelina Gabueva     | Jacqueline Cako Aleksandrina Najdenova     | 6–3, 4–6, [6–10]    |
| 19. | 18 maggio 2017    | Torneo Internacional de Tenis Femenino Ciudad de Monzón, Monzón  | Cemento     | Valeriya Strakhova   | Andrea Gámiz Georgina García Pérez         | 3–6, 4–6            |
| 20. | 23 novembre 2017  | Batumi Open, Batumi                                              | Terra rossa | Tatia Mikadze        | Ysaline Bonaventure Viktória Kužmová       | 1–6, 3–6            |
| 21. | 26 marzo 2018     | Forte Village International Tournament, Santa Margherita di Pula | Terra rossa | Anastasyja Vasyl'eva | Chantal Škamlová Eva Wacanno               | 1–6, 7–5, [6–10]    |
| 22. | 19 maggio 2018    | Internazionali di San Severo, San Severo                         | Terra rossa | Svjatlana Piraženka  | Chen Pei-hsuan Wu Fang-hsien               | 3–6, 4–6            |
| 23. | 12 agosto 2018    | Hechingen Ladies Open, Hechingen                                 | Terra rossa | Ksenia Palkina       | Polina Monova Chantal Škamlová             | 4–6, 3–6            |
| 24. | 7 aprile 2019     | Óbidos Ladies Open, Óbidos                                       | Sintetico   | Emily Webley-Smith   | Cristina Bucșa Georgina García Pérez       | 5–7, 5–7            |
| 25. | 28 luglio 2019    | BMW AHG Cup, Horb am Neckar                                      | Terra rossa | Albina Khabibulina   | Katharina Gerlach Julia Wachaczyk          | 1–6, 3–6            |
| 26. | 9 novembre 2019   | Shenzhen Longhua Open, Shenzhen                                  | Cemento     | Emily Webley-Smith   | Nao Hibino Makoto Ninomiya                 | 4–6, 0–6            |
| 27. | 29 ottobre 2022   | Republican Girls, Istanbul                                       | Cemento (i) | Cristina Dinu        | Jasmijn Gimbrère Ekaterina Jašina          | 1–6, 6-3, [11-13]   |
| 28. | 17 novembre 2023  | GVH Cup, Solarino                                                | Sintetico   | Emily Webley-Smith   | Angelica Moratelli Lisa Pigato             | 3-6, 4-6            |